# La Pucelle d'Orléans (Voltaire)
Pour les articles homonymes, voir La Pucelle d'Orléans.
La Pucelle d'Orléans est un poème héroï-comique en vingt-et-un chants de Voltaire, paru à Genève en 1762.
Voltaire commence à le rédiger en 1730 et en écrit les quatre premiers chants. L'œuvre, enrichie pendant plus de trois décennies, n'est pas destinée à un large public : elle circule secrètement au sein d'un groupe d'initiés. Les milieux aristocratiques libertins se réjouissent de cette œuvre irrévérencieuse. L'œuvre se met à « fuiter », et de nombreuses versions pirates et non reconnues par Voltaire avaient vu le jour, à Genève, Paris, Amsterdam, Louvain, Londres, Glasgow, Kehl et même « Tabesterahn », « Conculix » ou « Corculia ». Un grand nombre d'entre elles n'hésitent pas renchérir dans l'obscène pour satisfaire la demande des lecteurs. Voltaire, voyant son œuvre lui échapper, décide d'en reprendre le contrôle en faisant paraître chez Cramer, à Genève, en 1762, une première édition « autorisée », agrémentée de gravures.
Cette œuvre provoqua un véritable scandale à la cour de France. Elle fut censurée et fit longtemps partie de l'Enfer de la Bibliothèque nationale de France.